# 707 (båtmodell)
707 är en svensk segelbåtsmodell som tillverkades 1979–1987 i cirka 350 exemplar. 
Idén bakom 707 kommer från en grupp seglingsintresserade ingenjörer på Volvo i Göteborg. Deras tanke var, att ”nog skall man kunna göra en båt som är snabbare och billigare än allt annat”.[källa behövs] I spetsen för gruppen fanns Gösta Edvardsson som tillsammans med sin bror Gunnar började rita på 707:an. 
Till en början gjordes båten enbart på Volvo efter arbetstidens slut. Efter ett tag fick Kvarnfallets Varv i Göteborg upp ögonen för den och tog upp den i sitt självbyggarprogram.